# Schistura manipurensis
Schistura manipurensis är en fiskart som först beskrevs av Chaudhuri 1912.  Schistura manipurensis ingår i släktet Schistura och familjen grönlingsfiskar. IUCN kategoriserar arten globalt som nära hotad. Inga underarter finns listade i Catalogue of Life.